# Polystichum
Polystichum är ett släkte av träjonväxter. Polystichum ingår i familjen Dryopteridaceae.

## Bildgalleri

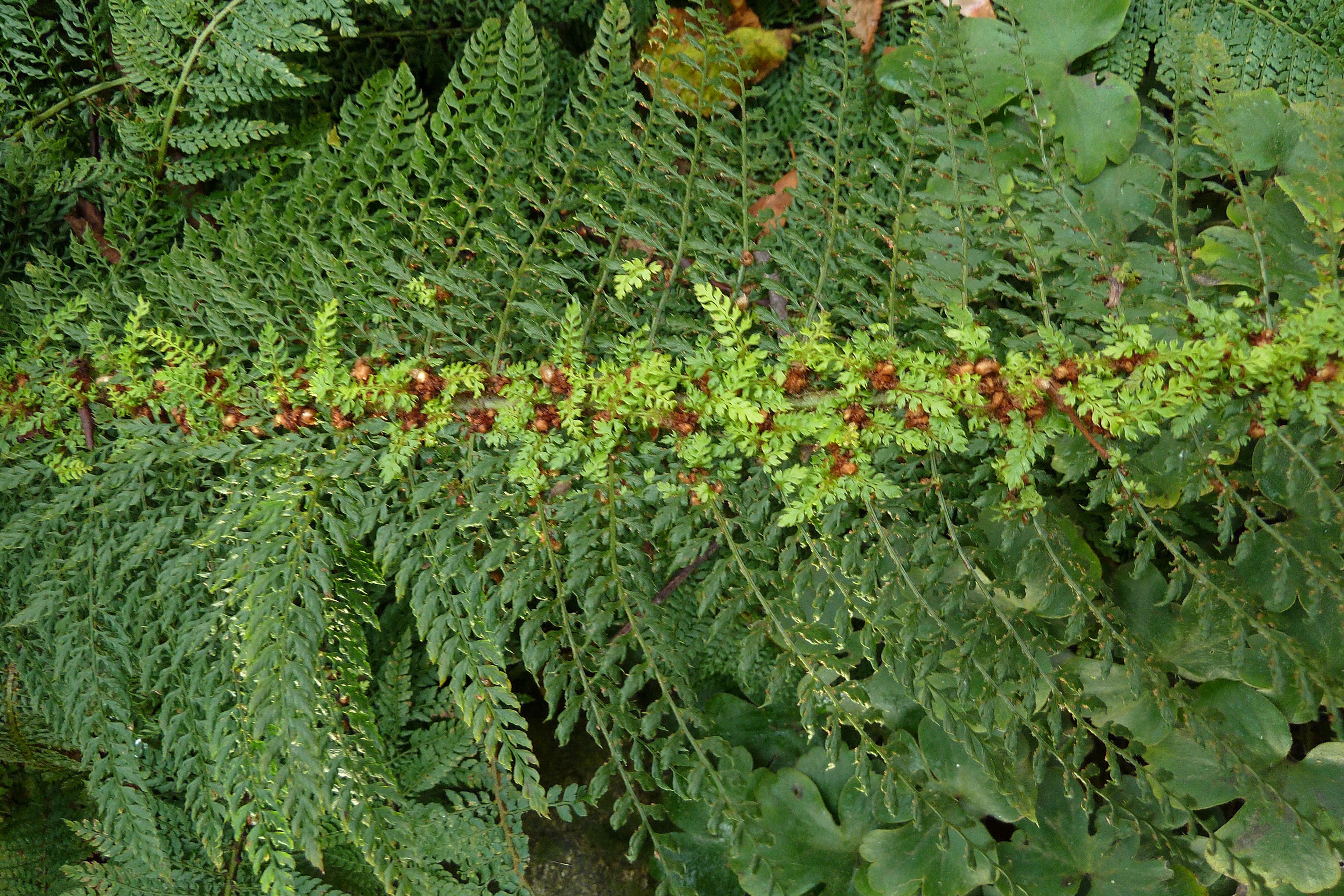
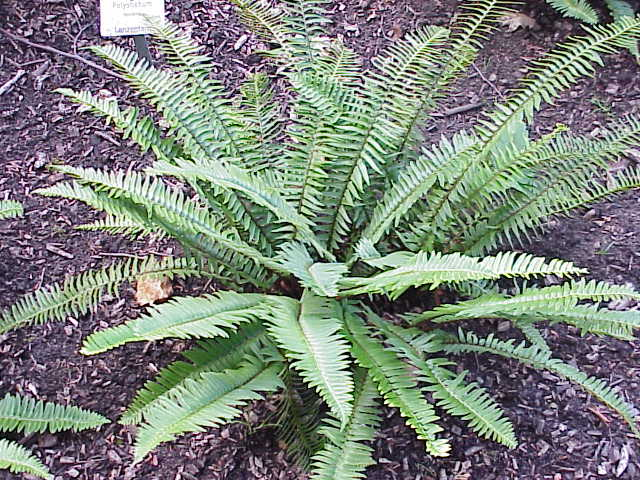
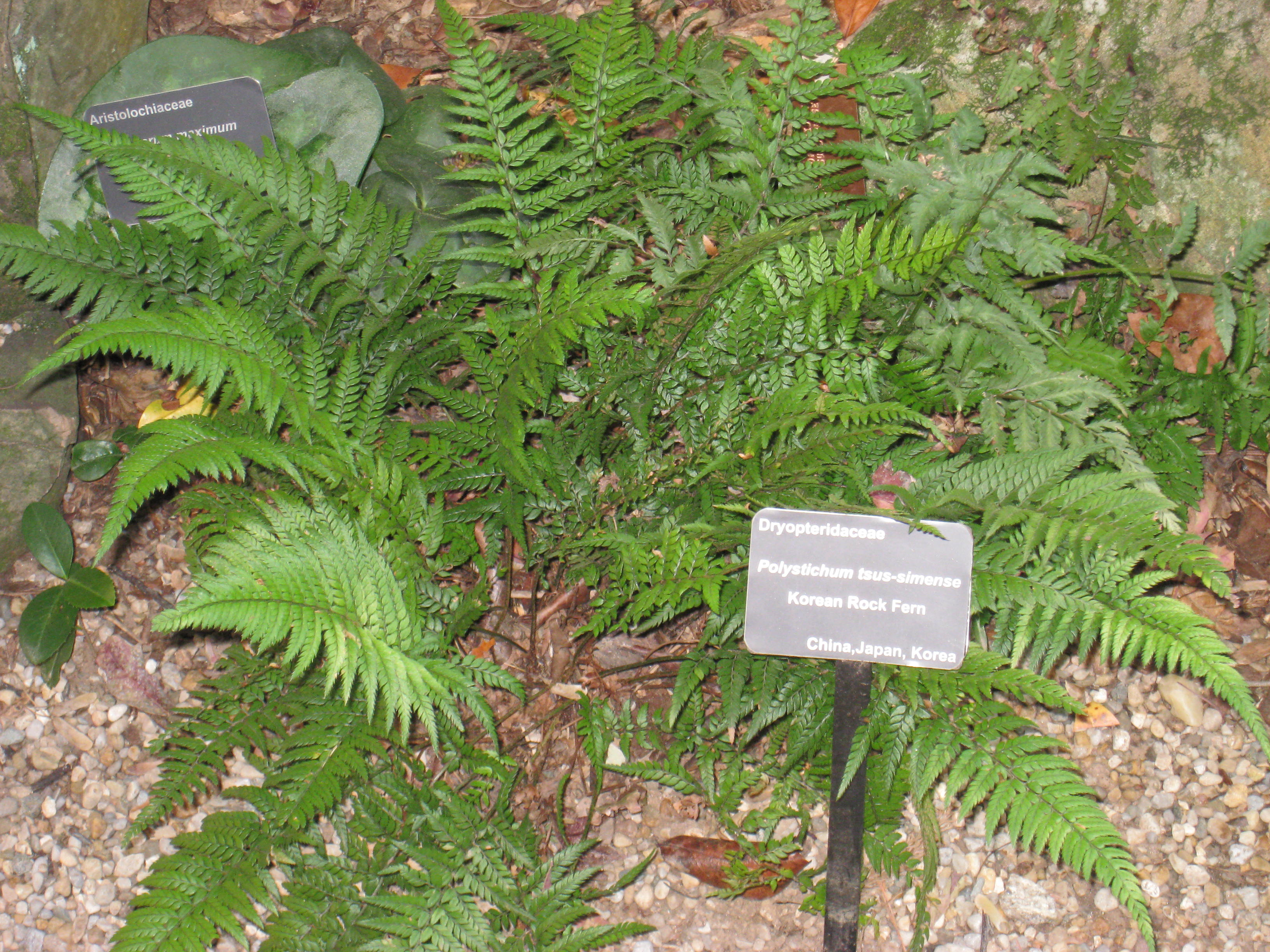
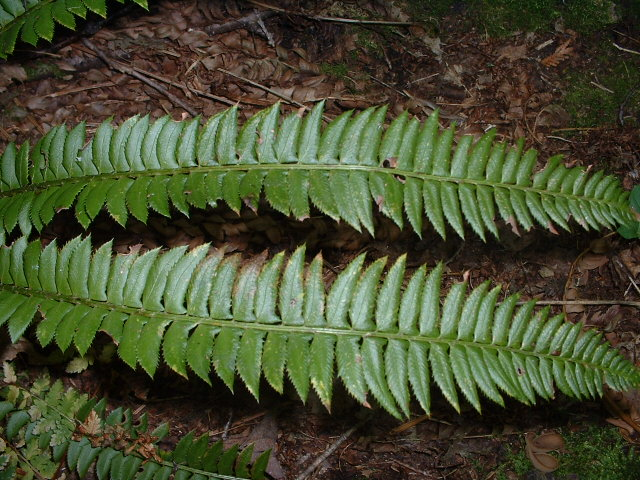

## Dottertaxa tillPolystichum, i alfabetisk ordning[1]
- Polystichum acanthophyllum
- Polystichum acrostichoides
- Polystichum aculeatum
- Polystichum aculeolatum
- Polystichum acutidens
- Polystichum acutipinnulum
- Polystichum adungense
- Polystichum albomarginatum
- Polystichum alcicorne
- Polystichum alfaroi
- Polystichum alpinum
- Polystichum altum
- Polystichum ambiguum
- Polystichum amboroense
- Polystichum amboversum
- Polystichum ammifolium
- Polystichum anceps
- Polystichum andersonii
- Polystichum andinum
- Polystichum annapurnicola
- Polystichum anomalum
- Polystichum aquifolium
- Polystichum archboldii
- Polystichum articulatipilosum
- Polystichum assurgentipinnum
- Polystichum atkinsonii
- Polystichum attenuatum
- Polystichum auriculum
- Polystichum australiense
- Polystichum australium
- Polystichum bachii
- Polystichum bakerianum
- Polystichum balansae
- Polystichum bamlerianum
- Polystichum baoxingense
- Polystichum basipinnatum
- Polystichum biaristatum
- Polystichum bicknellii
- Polystichum bifidum
- Polystichum bigemmatum
- Polystichum bissectum
- Polystichum bolanicum
- Polystichum bomiense
- Polystichum bonapartii
- Polystichum bonseyi
- Polystichum bradei
- Polystichum brassii
- Polystichum braunii
- Polystichum bulbiferum
- Polystichum calderonense
- Polystichum californicum
- Polystichum capillipes
- Polystichum castaneum
- Polystichum caudatum
- Polystichum caudescens
- Polystichum cavernicola
- Polystichum centronepalense
- Polystichum chaparense
- Polystichum cheilanthoides
- Polystichum chilense
- Polystichum chingiae
- Polystichum christianae
- Polystichum christii
- Polystichum chunii
- Polystichum concinnum
- Polystichum congestum
- Polystichum conjunctum
- Polystichum consimile
- Polystichum copelandii
- Polystichum costularisorum
- Polystichum coursii
- Polystichum craspedosorum
- Polystichum crassinervium
- Polystichum crinigerum
- Polystichum crinulosum
- Polystichum cuneatiforme
- Polystichum cuneatum
- Polystichum cyclolobum
- Polystichum cystostegia
- Polystichum daguanense
- Polystichum dangii
- Polystichum daymanense
- Polystichum decoratum
- Polystichum deflexum
- Polystichum delavayi
- Polystichum deltodon
- Polystichum deminuens
- Polystichum dendrophilum
- Polystichum diaphanum
- Polystichum dielsii
- Polystichum diffundens
- Polystichum discretum
- Polystichum disjunctum
- Polystichum distans
- Polystichum dmitrievae
- Polystichum dracomontanum
- Polystichum drepanum
- Polystichum dudleyi
- Polystichum duthiei
- Polystichum eberlei
- Polystichum echinatum
- Polystichum elevatovenusum
- Polystichum elmeri
- Polystichum eriorachis
- Polystichum erosum
- Polystichum erythrosorum
- Polystichum exauriforme
- Polystichum excellens
- Polystichum excelsius
- Polystichum falcatilobum
- Polystichum falcinellum
- Polystichum fallax
- Polystichum faucicola
- Polystichum fengshanense
- Polystichum fibrillosopaleaceum
- Polystichum filiorum
- Polystichum fimbriatum
- Polystichum flaccidum
- Polystichum flemingii
- Polystichum fominii
- Polystichum formosanum
- Polystichum formosum
- Polystichum fournieri
- Polystichum fraxinellum
- Polystichum frigidicola
- Polystichum fuentesii
- Polystichum fugongense
- Polystichum fujisanense
- Polystichum furfuraceum
- Polystichum fuscum
- Polystichum garhwalicum
- Polystichum gemmilachenense
- Polystichum gemmiparum
- Polystichum giganteum
- Polystichum glaciale
- Polystichum gongboense
- Polystichum grandifrons
- Polystichum guadalupense
- Polystichum guajaibonense
- Polystichum guangxiense
- Polystichum gymnocarpium
- Polystichum habaense
- Polystichum habbemense
- Polystichum hagenahii
- Polystichum hainanicola
- Polystichum hakonense
- Polystichum haleakalense
- Polystichum hancockii
- Polystichum harpophyllum
- Polystichum harrisii
- Polystichum hartwegii
- Polystichum hecatopterum
- Polystichum herbaceum
- Polystichum heterolepis
- Polystichum hillebrandii
- Polystichum hitoyoshiense
- Polystichum hokurikuense
- Polystichum holttumii
- Polystichum hookerianum
- Polystichum horizontale
- Polystichum hottense
- Polystichum houchangense
- Polystichum huae
- Polystichum huashanicola
- Polystichum hubeiense
- Polystichum ichangense
- Polystichum igaense
- Polystichum iidanum
- Polystichum illyricum
- Polystichum imbricans
- Polystichum inadae
- Polystichum inayatii
- Polystichum incisopinnulum
- Polystichum incongruum
- Polystichum integrilimbum
- Polystichum integrilobum
- Polystichum izuense
- Polystichum jamunae
- Polystichum jinfoshanense
- Polystichum jitaroi
- Polystichum jiucaipingense
- Polystichum jiulaodongense
- Polystichum kadyrovii
- Polystichum kai-montanum
- Polystichum kalambatitrense
- Polystichum kangdingense
- Polystichum kasayamense
- Polystichum kenwoodii
- Polystichum keysserianum
- Polystichum kilimanjaricum
- Polystichum kinabaluense
- Polystichum kiyozumianum
- Polystichum kruckebergii
- Polystichum kumamontanum
- Polystichum kungianum
- Polystichum kunioi
- Polystichum kuratae
- Polystichum kurokawae
- Polystichum kwakiutlii
- Polystichum kwangtungense
- Polystichum lachenense
- Polystichum lanceolatum
- Polystichum lancilobum
- Polystichum langchungense
- Polystichum laniceps
- Polystichum latilepis
- Polystichum lehmannii
- Polystichum lemmonii
- Polystichum lentum
- Polystichum lepidocaulon
- Polystichum lepidotum
- Polystichum lesliei
- Polystichum leveillei
- Polystichum liboense
- Polystichum lilianae
- Polystichum lindsaeifolium
- Polystichum lineare
- Polystichum liui
- Polystichum lonchitiforme
- Polystichum lonchitis
- Polystichum longecuspis
- Polystichum longiaristatum
- Polystichum longidens
- Polystichum longifrons
- Polystichum longipaleatum
- Polystichum longispinosum
- Polystichum longissimum
- Polystichum loratum
- Polystichum luctuosum
- Polystichum luerssenii
- Polystichum machaerophyllum
- Polystichum macleae
- Polystichum maderense
- Polystichum maevaranense
- Polystichum magnificum
- Polystichum makinoi
- Polystichum manickamianum
- Polystichum manmeiense
- Polystichum marionense
- Polystichum marquesense
- Polystichum martinii
- Polystichum mashikoi
- Polystichum maximum
- Polystichum mayebarae
- Polystichum mehrae
- Polystichum meiguense
- Polystichum melanostipes
- Polystichum mengziense
- Polystichum meyeri
- Polystichum mickelii
- Polystichum microchlamys
- Polystichum microlepis
- Polystichum midoriense
- Polystichum minamitanii
- Polystichum minimum
- Polystichum minutissimum
- Polystichum miuranum
- Polystichum mollissimum
- Polystichum montevidense
- Polystichum monticola
- Polystichum moorei
- Polystichum moupinense
- Polystichum mucronifolium
- Polystichum muenchii
- Polystichum multifidum
- Polystichum munitum
- Polystichum muricatum
- Polystichum muscicola
- Polystichum muticum
- Polystichum myer-dreesii
- Polystichum namegatae
- Polystichum nanchuanicum
- Polystichum nayongense
- Polystichum neolobatum
- Polystichum neozelandicum
- Polystichum nepalense
- Polystichum nigrum
- Polystichum ningshenense
- Polystichum normale
- Polystichum nudisorum
- Polystichum nudum
- Polystichum obai
- Polystichum oblanceolatum
- Polystichum obliquum
- Polystichum oblongum
- Polystichum obtusum
- Polystichum oculatum
- Polystichum ohmurae
- Polystichum ohtanii
- Polystichum okanum
- Polystichum oligocarpum
- Polystichum omeiense
- Polystichum ongataense
- Polystichum oppositum
- Polystichum orbiculatum
- Polystichum ordinatum
- Polystichum oreodoxa
- Polystichum orientalitibeticum
- Polystichum otomasui
- Polystichum otophorum
- Polystichum ovatopaleaceum
- Polystichum paleatum
- Polystichum palniense
- Polystichum papuanum
- Polystichum papyrifolium
- Polystichum paradeltodon
- Polystichum paramicola
- Polystichum paramoupinense
- Polystichum parvifoliolatum
- Polystichum parvipinnulum
- Polystichum peishanii
- Polystichum perpusillum
- Polystichum pflanzii
- Polystichum pianmaense
- Polystichum piceopaleaceum
- Polystichum pilosum
- Polystichum plaschnickianum
- Polystichum platylepis
- Polystichum platyphyllum
- Polystichum plicatum
- Polystichum polyblepharum
- Polystichum polyodon
- Polystichum potteri
- Polystichum prescottianum
- Polystichum prionolepis
- Polystichum proliferum
- Polystichum prolificans
- Polystichum pseudoacutidens
- Polystichum pseudobraunii
- Polystichum pseudocastaneum
- Polystichum pseudolanceolatum
- Polystichum pseudolentum
- Polystichum pseudomakinoi
- Polystichum pseudomicrophyllum
- Polystichum pseudoparvipinnulum
- Polystichum pseudosetosum
- Polystichum pseudostenophyllum
- Polystichum pseudotsus-simense
- Polystichum pultenii
- Polystichum punctiferum
- Polystichum pungens
- Polystichum puteicola
- Polystichum putuoense
- Polystichum pycnolepis
- Polystichum pycnopterum
- Polystichum pygmaeum
- Polystichum qamdoense
- Polystichum rachichlaena
- Polystichum rapense
- Polystichum retrosopaleaceum
- Polystichum revolutum
- Polystichum rhizophorum
- Polystichum rhizophyllum
- Polystichum rhombiforme
- Polystichum rigens
- Polystichum robustum
- Polystichum rochaleanum
- Polystichum rufopaleaceum
- Polystichum rufum
- Polystichum rupestris
- Polystichum rupicola
- Polystichum safarovii
- Polystichum salwinense
- Polystichum sanchezii
- Polystichum sarukurense
- Polystichum saxicola
- Polystichum scariosum
- Polystichum schizophyllum
- Polystichum scopulinum
- Polystichum semifertile
- Polystichum setiferum
- Polystichum setigerum
- Polystichum setillosum
- Polystichum shandongense
- Polystichum shensiense
- Polystichum shimurae
- Polystichum shin-tashiroi
- Polystichum shizuokaense
- Polystichum silvaticum
- Polystichum silviamontanum
- Polystichum simile
- Polystichum sinense
- Polystichum sinotsussimense
- Polystichum solomonii
- Polystichum speciosissimum
- Polystichum speluncicola
- Polystichum spongiosum
- Polystichum squarrosum
- Polystichum stenophyllum
- Polystichum stewartii
- Polystichum stimulans
- Polystichum stokesii
- Polystichum stuebelii
- Polystichum subacutidens
- Polystichum subdeltodon
- Polystichum subfimbriatum
- Polystichum subinerme
- Polystichum subintegerrimum
- Polystichum submarginale
- Polystichum submite
- Polystichum submucronatum
- Polystichum subtripteron
- Polystichum subulatum
- Polystichum suginoi
- Polystichum suyamanum
- Polystichum tagawanum
- Polystichum taizhongense
- Polystichum takakii
- Polystichum takaosanense
- Polystichum talamancanum
- Polystichum tangmeiense
- Polystichum tare-bhirense
- Polystichum tenuius
- Polystichum tetragonum
- Polystichum tetsuyamense
- Polystichum thomsonii
- Polystichum tiankengicola
- Polystichum tibeticum
- Polystichum tijucense
- Polystichum titibuense
- Polystichum tokyoense
- Polystichum tonkinense
- Polystichum tortuosum
- Polystichum transkeiense
- Polystichum transvaalense
- Polystichum trapezoides
- Polystichum trapezoideum
- Polystichum triangulum
- Polystichum tridens
- Polystichum tripteron
- Polystichum tsaratananense
- Polystichum tsus-simense
- Polystichum turrialbae
- Polystichum uahukaense
- Polystichum underwoodii
- Polystichum uniseriale
- Polystichum utsumii
- Polystichum walkerae
- Polystichum wattii
- Polystichum wawranum
- Polystichum weimingii
- Polystichum vestitum
- Polystichum whiteleggii
- Polystichum wilesianum
- Polystichum wirtgenii
- Polystichum wolfii
- Polystichum volkensii
- Polystichum woronowii
- Polystichum wrightii
- Polystichum vulcanicum
- Polystichum wulingshanense
- Polystichum xichouense
- Polystichum xiphophyllum
- Polystichum yaanense
- Polystichum yadongense
- Polystichum yaeyamense
- Polystichum yigongense
- Polystichum yokohamense
- Polystichum yuanum
- Polystichum yungense
- Polystichum yunnanense
- Polystichum zambesiacum
- Polystichum zayuense